# William Haines (homme politique)
Pour les articles homonymes, voir Haines et William Haines.
William Clark Haines (24 août 1810 - 3 février 1866) est un colon et homme politique australien qui fut le premier Premier ministre du Victoria.
Il est né à Londres d'un père médecin et obtint son diplôme de médecine à l'Université de Cambridge. En 1835, il épousa Mary Dugard, avec qui il eut neuf enfants. 
Haines émigra en Australie en 1841 et s'installa dans la région de Geelong. Il travailla comme fermier en même temps qu'il fut chirurgien. Il fut nommé membre du Sénat du Victoria (une partie des Sénateurs était élue, l'autre nommée) en 1851 puis fut élu en 1853. Il fut Administrateur en chef en 1854 et 1855. Politiquement, il représentait les petits fermiers contre les gros propriétaires de l'état.
Quand le Victoria obtint son propre gouvernement en 1855 Haines fut élu député de South Grant. Il fut nommé Premier Ministre et Administrateur en chef et exerça sa charge de novembre 1855 à mars 1857 puis d'avril 1857 à mars 1858. Il devint ensuite Ministre des Finances de novembre 1861 à juin 1862 dans le troisième gouvernement de John O'Shanassy. En 1860 il fut élu député de Portland qu'il représenta jusqu'en 1864. Il redevint ensuite sénateur de 1865 à sa mort en février 1866.